# Сибур
«Сибур Холдинг» — одна из крупнейших интегрированных нефтегазохимических компаний России. Компания зарегистрирована в Тобольске по месту нахождения ключевой производственной площадки, управляющая компания расположена в Москве. Полное наименование — Публичное акционерное общество «Сибур Холдинг». Является производителем базовых полимеров, каучуков, пластиков и продуктов органического синтеза, которые используются в производстве товаров, автомобилей, строительстве, энергетике, а также в химической промышленности и других отраслях. Производственные площадки находятся более чем в 20 регионах России, численность сотрудников группы составляет более 36 тысяч человек.

## История

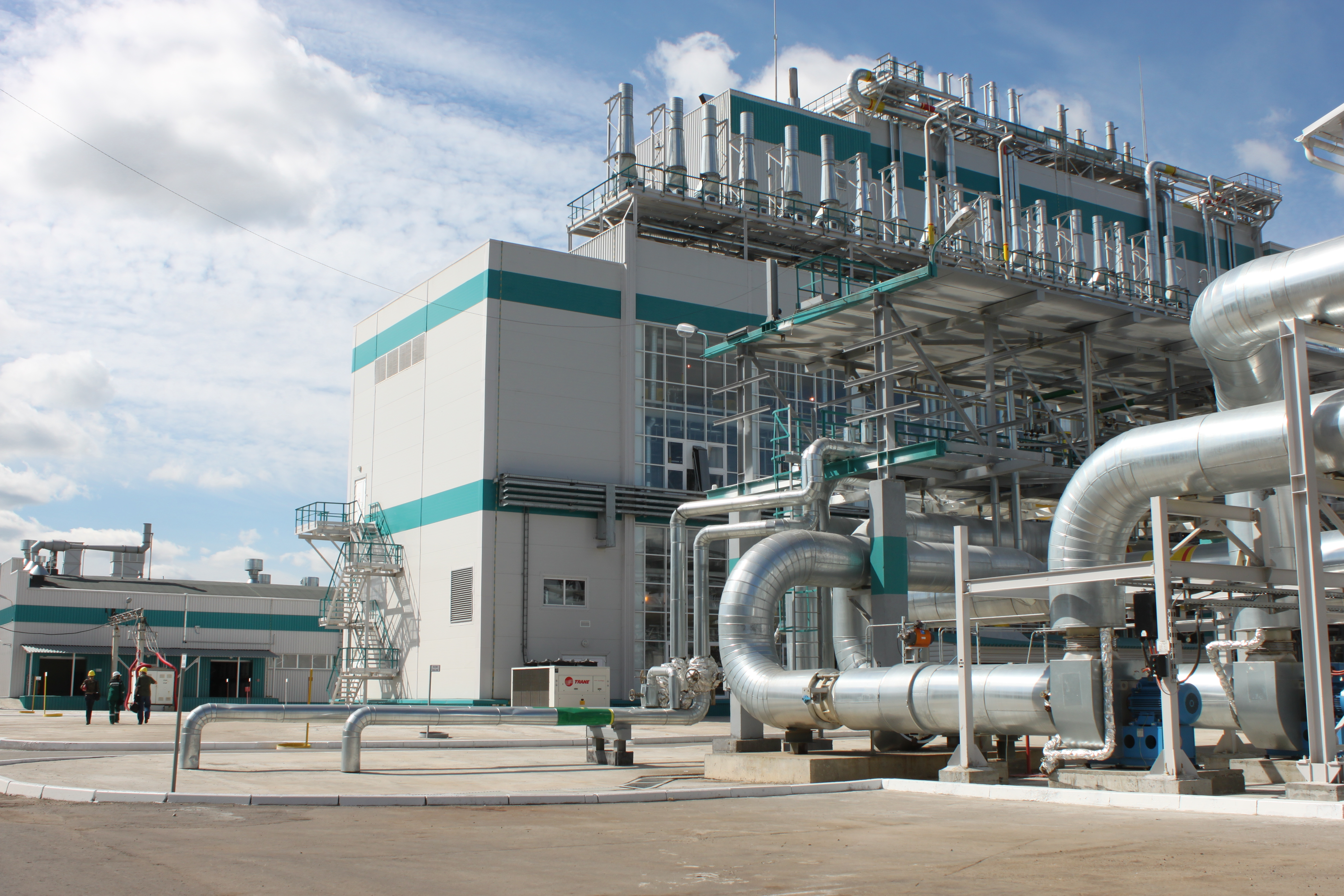
Сибур-Химпром

7 марта 1995 года постановлением правительства Российской Федерации создано ОАО «Сибирско-Уральская нефтегазохимическая компания», в состав которого вошли газоперерабатывающие заводы и инфраструктура «Сибнефтегазпереработки», Пермский газоперерабатывающий завод и проектный институт «НИПИгазпереработка».
В 1998 году компания была приватизирована, крупнейшим акционером холдинга стал «Газпром», однако реальный контроль над производственно-экономической деятельностью перешёл к «Газонефтехимической компании» Якова Голдовского. В течение 1998—2001 годов компания включила в свой состав значительную часть нефтехимических активов России и стала крупнейшим нефтехимическим холдингом страны (потратив, по собственным подсчетам, около $500 млн, Голдовский скупил около 60 компаний)..
В конце 2001 года руководство компании во главе с Яковом Голдовским предприняло попытку размывания доли ОАО «Газпром» в уставном капитале компании путём проведения дополнительной эмиссии обыкновенных акций, а ранее пыталось вывести нефтехимические активы «Сибура» из-под юридического контроля компании. В ответ на это ОАО «Газпром» в марте 2002 года инициировал процедуру банкротства компании. Процесс переговоров с кредиторами относительно условий реструктуризации долга продолжался более шести месяцев и завершился 10 сентября 2002 года подписанием мирового соглашения. По некоторым данным, решающим фактором в этом послужило силовое давление и последующий арест тогдашнего совладельца «Сибура» Якова Голдовского. После передачи акций «Сибура» «Газпрому» за 95 млн долл. Голдовский был освобождён.
В начале 2003 года главой компании стал Александр Дюков, ранее занимавший руководящие должности в Морском торговом порту Санкт-Петербурга и Петербургском нефтяном терминале. В ходе работ по урегулированию долгов и выпрямлению корпоративной структуры компании в 2005 году «Сибур» учредил ОАО «АКС Холдинг», на баланс которого были переданы принадлежавшие «Сибуру» акции 26 нефтехимических предприятий. В декабре 2005 года «АКС Холдинг» был переименован в «Сибур-холдинг».
В 2005 году «Газпром» утвердил план конвертации долгов нефтехимической компании в акции вновь образованного «Сибур Холдинга». Вместе со всеми ликвидными активами, которые были переданы этой компании, Deutsche UFG оценил её в 40,1 млрд рублей. На эту сумму и были конвертированы долги. В результате «Газпром» получил 100 % в новой «дочке», а долги перед другими кредиторами остались на старом «Сибуре», который в ближайшее время после всех выплат будет ликвидирован.
В 2005 году «Газпром» уступил 75 % акций «Сибура» Газпромбанку из вышеуказанной оценки, оставшиеся 25 % через три года получат «Газфонд» и его УК «Лидер» в обмен на их долю в «Мосэнерго».
В 2007 году «Газпром» вышел из числа владельцев компании, контроль над «Сибуром» в ходе ряда сделок перешёл к «Газпромбанку». В декабре 2010 года было объявлено о приобретении 50 % «Сибура» структурами Леонида Михельсона, совладельца и председателя правления газовой компании «Новатэк». В течение следующего года после дальнейших приобретений, 100 % акций «Сибура» стали принадлежать компании Sibur Limited, конечными бенефициарами которой являются акционеры ОАО «Новатэк»: Леонид Михельсон и Геннадий Тимченко. Бенефициарами оставшихся 5,5 % уставного капитала Sibur Limited являлись менеджеры «Сибура» Дмитрий Конов, Михаил Карисалов, Михаил Михайлов, а также зампредседателя совета директоров Александр Дюков. В 2013 году основные акционеры «Сибура» снизили долю в компании до 82,5 %, а доля действующего и бывшего менеджмента выросла до 17,5 %.
На конец 2010 года стоимость компании оценивалась в 150 млрд рублей
В 2015 году у компании появился первый иностранный акционер — китайская корпорация Sinopec стала владельцем 10 % акций. В 2016 году было подписано соглашение о продаже 10 % акций китайскому «Фонду Шёлкового пути».
С 2015 года «Сибур» вёл строительство крупнейшего нефтехимического комплекса в России «ЗапСибНефтехим», который позволит увеличить производство полимерной продукции группы более чем вдвое. Осенью 2019 года комбинат начал выпускать продукцию.
В августе 2020 года в непосредственной близости от Амурского газоперерабатывающего завода (АГПЗ) Сибур начал строительство Амурского газохимического комплекса (АГХК) для производства полиэтилена и полипропилена из сырья АГПЗ. Предполагается, что АГХК станет одним из самых больших в мире предприятий по производству базовых полимеров. Плановый срок ввода в эксплуатацию — 2027 год.
В октябре 2021 года «Сибур» приобрёл 100 % акций «ТАИФ» после одобрения сделки Еврокомиссией, с учётом стоимости всей компании 26,8 млрд долларов, контрольного пакета в 4 млрд долларов и остатка акций — в 3 млрд долларов.
В декабре 2021 года суверенный фонд из ОАЭ Mubadala Investment Company приобрёл в «Сибуре» 1,9%-ную долю за 500 млн долларов, исходя из оценки стоимости российской компании в ходе присоединения осенью 2021 года компании «Таиф».
В апреле 2022 года стало известно, что «Сибур» и китайская компания Sinopec намерены пересмотреть стратегию реализации Амурского газохимического комплекса (ГХК). Решение было принято в связи с запретом на доставку в Россию высокотехнологичного оборудования западными странами.
В середине апреля появилась новость о том, что ПОЛИЭФ стал первым промышленным предприятием «Сибура», использующим «зеленую» электроэнергию в производстве продукции. Проектная мощность электростанции составляет 4,9 МВт, а это 7,1 % от мощности всех действующих солнечных электростанций Республики Башкортостан. Вырабатываемая ей энергия предназначена для обеспечения технологических и общезаводских нужд предприятия. Инвестиции в проект составили более четверти миллиарда рублей.
В 2023 году начата разработка совместного российско-казахстанского проекта по строительства газохимического комплекса по производству полиэтилена «Силлено» (совместного предприятия СИБУРа и «Казмунайгаза»). Ресурсная база — Тенгизское нефтегазовое месторождение с высоким (до 16 %) содержанием этана. Предварительная оценка инвестиций в проект от $7,6 до $10 млрд.
Также в 2023 году «Сибур» дважды размещал свободную рублевую ликвидность в цифровых финансовых активах (ЦФА) на платформе «Лайтхаус». В июле было вложено 400 млн рублей с погашением через месяц, в ноябре — свыше 5 млрд рублей сроком на 90 дней. ЦФА в подобных сделках работает как инструмент межкорпоративного кредитования с доходностью выше, чем у банковского депозита.
В 2025 году завершится строительство Центра научных исследований и масштабирования технологий в Казани. Научный центр начнёт работу в конце 2026 года, в нём будут работать более 350 учёных.
В июне 2025 года в Казани «Сибур» запустил строительство завода по производству катализаторов. Объект будет запущен в 2027 году.

## Структура компании
Базовые предприятия по обеспечению сырьём: АО «Сибуртюменьгаз» (Нижневартовск) и его филиалы Губкинский ГПЗ (в Губкинском), Вынгапуровский ГПЗ (Ноябрьск), Муравленковский ГПЗ (Муравленко), Южно-Балыкский ГПЗ (Пыть-Ях), а также Нижневартовский ГПЗ, Белозёрный ГПЗ (Нижневартовск) и «Няганьгазпереработка» (Нягань). Газоперерабатывающие мощности Сибура составляют 25,4 млрд м³. ООО «ЗапСибТрансгаз» обслуживает трубопроводную инфраструктуру, в том числе трубопровод Пурпе-Тобольск, длиной 1100 км, для доставки продуктов переработки с ГПЗ до нефтехимической площадки в Тобольске. Предприятия в Тобольске объединены в Тобольскую промышленную площадку, в которую входят: ООО «Сибур Тобольск» (ранее ООО «Тобольск-Нефтехим» и ООО «Тобольск-Полимер»), OOO «Запсибнефтехим» и Тобольская ТЭЦ.
Предприятия-производители базовых полимеров: ООО «РусВинил» (Кстово, до 2023 года — совместное предприятие с Solvay), OOO «НПП „Нефтехимия“» (совместное предприятие с группой «Газпром нефть»), ООО «Полиом» (совместное предприятие с группой «Газпром нефть» и ГК «Титан»), ООО «Сибур-Кстово», ООО «Томскнефтехим» (Томск), а также ООО «Биаксплен» (площадки в Курске, Железнодорожном, Балахне, Томске, Новокуйбышевске), производящий плёнку на основе базовых полимеров.
Предприятия-производители пластиков, эластомеров и органического синтеза: АО «Сибур-Нефтехим» (Дзержинск, Нижегородская область), АО «Сибур-Химпром» (Пермь), АО «Полиэф» (Благовещенск, Башкортостан), АО «Сибур-ПЭТФ» (Тверь), АО «Воронежсинтезкаучук», АО «Красноярский завод синтетического каучука» (совместное предприятие с китайской Sinopec), а также предприятия из Республики Татарстан — ПАО «Нижнекамскнефтехим» и ПАО Казаньоргсинтез, вошедшие в Сибур из исторического периметра ТАИФ.

## Деятельность

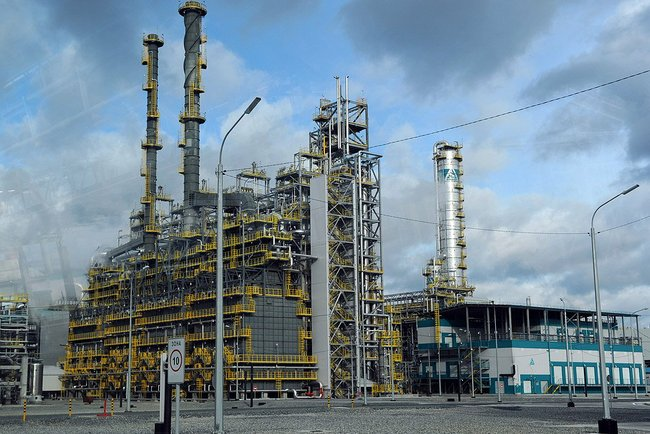
Тобольск-Полимер

«Сибур» — вертикально-интегрированная газоперерабатывающая и нефтехимическая компания, ведущая свою деятельность в трёх диверсифицированных бизнес-сегментах «Топливно-сырьевой сегмент», «Олефины и полиолефины» и «Пластики, эластомеры и промежуточные продукты». Основное направление деятельности «Сибур» — производство нефтехимической продукции на основе переработки побочных продуктов добычи нефти и газа.

### Топливно-сырьевой сегмент
«Сибур» приобретает побочные продукты добычи нефти и газа (попутные нефтяные газы, ШФЛУ) и транспортирует их на газоперерабатывающие заводы (ГПЗ) и установки фракционирования газа. ГПЗ перерабатывают попутный нефтяной газ в товарный природный газ, а также в ШФЛУ. Установки фракционирования газа разделяют широкую фракцию легких углеводородов (ШФЛУ) на отдельные товарные составляющие: пропан, бутан и другие сжиженные углеводородные газы, которые становятся сырьем для нефтехимического бизнеса внутри группы «Сибур». Избыток СУГ продается сторонним потребителям.
Инфраструктура переработки сырья «Сибура» включает семь из девяти действующих ГПЗ в Западной Сибири, пять компрессорных станций и три установки газофракционирования.
Производственные мощности:
- Южно-Балыкский ГПЗ в Югорском регионе, (Пыть-Ях)
- Белозерный ГПЗ (Нижневартовск)
- Губкинский ГПЗ (Губкинский)
- Вынгапуровский ГПЗ (Ноябрьск),
- Нижневартовский ГПЗ (Нижневартовск),
- Южно-Приобский ГПЗ (50 %) (совместное предприятие с группой «Газпром нефть»)
- Запсибтрансгаз (Нижневартовск).

По итогам первого полугодия 2023 года данное направление бизнеса в структуре доходов компании составляет 7 %.
Базовые предприятия по обеспечению сырьём: АО «Сибуртюменьгаз» (Нижневартовск) и его филиалы Губкинский ГПЗ (в Губкинском), Вынгапуровский ГПЗ (Ноябрьск), Муравленковский ГПЗ (Муравленко), Южно-Балыкский ГПЗ (Пыть-Ях), а также Нижневартовский ГПЗ, Белозёрный ГПЗ (Нижневартовск) и «Няганьгазпереработка» (Нягань).
Газоперерабатывающие мощности «Сибура» составляют 25,4 млрд м³. ООО «ЗапСибТрансгаз» обслуживает трубопроводную инфраструктуру, в том числе трубопровод Пурпе-Тобольск, длиной 1100 км, для доставки продуктов переработки с ГПЗ до нефтехимической площадки в Тобольске. Предприятия в Тобольске объединены в Тобольскую промышленную площадку, в которую входят: ООО «Сибур Тобольск», OOO «Запсибнефтехим» и Тобольская ТЭЦ.

### Олефины и полиолефины
Сибур использует ШФЛУ для создания олефинов, которые затем путем полимеризации превращаются в полиэтилен и полипропилен. В свою очередь, полипропилен используется для производства БОПП-пленки, являющейся одним из важнейших упаковочных материалов.
Производственные мощности компании:
- ЗапСибНефтехим
- Полиом (50 %, совместное предприятие с группой «Газпром нефть»)
- Биаксплен (площадки в Курске, Железнодорожном, Балахне, Томске, Новокуйбышевске)
- Томскнефтехим (Томск)
- НПП нефтехимии (50 %) (совместное предприятие с группой «Газпром нефть»)
- Сибур-Кстово
- РусВинил (Кстово). 100 % акций в руках Сибура[35]

В 2020 году Сибур запустил производство на крупнейшем в современной России нефтехимическом комплексе «Запсибнефтехим» мощностью 2,2 млн т продукции в год. Строительство велось с 2015 года и позволило утроить производственные мощности полиолефинов. В 2027 году планируется запуск Амурского ГХК мощностью 2,7 млн т полиолефинов для производства полиэтилена и полипропилена из сырья АГПЗ. Предполагается, что АГХК станет одним из крупнейших предприятий мира по производству базовых полимеров. Другим крупным проектом Сибура в данном направлении является строительство олефинового комплекса ЭП-600 в Нижнекамске. Запуск производства позволит дополнительно выпускать до 600 тыс. т этилена и продуктов из него. Строительство было завершено в декабре 2024 года. Завод выпустил первые тонны этилена. Выход на проектную мощность запланирован во втором полугодии 2025 года.
В 2020 году «Сибур» являлся крупнейшим в России производителем полипропилена, полиэтилена низкого давления и БОПП-пленки.

### Пластики, эластомеры и промежуточные продукты
Производственные мощности «Сибура» производят следующую продукцию:
- пластмассы и продукты органического синтеза (ПЭТ, гликоли, пенополистирол, DOTP, спирты и акрилаты);
- эластомеры (каучуки);
- метил-трет-бутиловый эфир (МТБЭ) и присадки к топливу;
- промежуточные звенья.

Эта продукция используется в химической, потребительской, строительной, автомобильной, сельскохозяйственной и других отраслях промышленности. Производство пластмасс, эластомеров и продуктов органического синтеза ведётся на принадлежащих «Сибуру» предприятиях:
- Сибур-Нефтехим (Дзержинск, Нижегородская область)
- Сибур-Химпром (Пермь)
- Полиэф (Благовещенск, Башкортостан)
- Сибур-ПЭТФ (Тверь)
- Воронежсинтезкаучук
- «Красноярский завод синтетического каучука» (100 %, СП с китайской Sinopec через Sibur-Sinopec Rubber Holding Company Limited, 74,99 %)
- Reliance Sibur Elastomers Private Limited (25,10 %) (совместное предприятие с Reliance Industries).

Реализованы проекты по запуску производства экологически чистых пластификаторов мощностью 100 тыс. тонн в год, малеинового ангидрида (МАН) — 45 тыс. тонн, термоэластопластов — 50 тыс. тонн новых мощностей, rПЭТФ (переработанного ПЭТ).

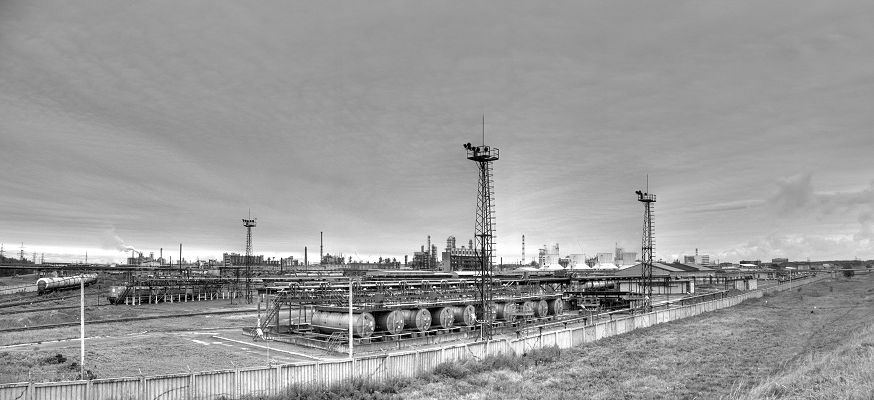
Казаньоргсинтез

## Показатели деятельности
«Сибур» является крупнейшим производителем в России полипропилена, полиэтилена низкого давления, БОПП-пленки, ПЭТФ, моноэтиленгликоля, вспенивающегося полистирола, термоэластопластов. Входит в тройку крупнейших в стране производителей дивинильного синтетического каучука (СКД), бутадиен-стирольного каучука (СКС), дивинил стирольного синтетического каучука (ДССК).
|                     | 2011  | 2012  | 2013  | 2014  | 2015  | 2016  | 2017  | 2018  | 2019  | 2020  | 2021  | 2022  | 2023  |
| ------------------- | ----- | ----- | ----- | ----- | ----- | ----- | ----- | ----- | ----- | ----- | ----- | ----- | ----- |
| Оборот              | 238,5 | 243,3 | 243,2 | 285,5 | 344,5 | 361,5 | 373,7 | 486,1 | 463,0 | 428,7 | 731,2 | 934,5 | 1032  |
| Чистая прибыль      | 94,59 | 52,57 | 47,36 | 12,67 | 19,69 | 75,98 | 94,13 | 108,4 | 111,9 | 37,12 | 243,5 | 185,8 | 90,74 |
| Активы              | 416,3 | 314,8 | 353,1 | 464,4 | 580,4 | 613,6 | 706,1 | 789,6 | 879,6 | 958,0 | 1577  | 1894  | 1942  |
| Собственный капитал | 227,7 | 176,9 | 210,3 | 208,9 | 210,5 | 272,2 | 347,1 | 429,8 | 502,2 | 509,3 | 869,4 | 900,3 | 881,3 |

В 2021 году компания вошла в рейтинг журнала Forbes «200 крупнейших частных компаний России», где заняла 14 место с выручкой 523 млрд рублей.

### Кредитные рейтинги
В феврале 2018 года рейтинговое агентство Moody’s повысило рейтинг «Сибура» до Baa3.
В июне 2019 года рейтинговое агентство Fitch повысило долгосрочный рейтинг Сибура с уровня «BB+» до инвестиционного «BBB-» с прогнозом «Стабильный».
В августе того же года Standard & Poor’s присвоило Сибуру рейтинг «BBB-».
В мае 2020 года Standard & Poor’s подтвердило рейтинг инвестиционного уровня пересмотрев прогноз в сторону негативного. В июне 2021 году Fitch and Moody’s подтвердили инвестиционные рейтинги компании со стабильным прогнозом.
Все рейтинги иностранных рейтинговых агентств были отозваны в 2022 году после их ухода из России.
В 2023 году рейтинговое агентство «Эксперт РА» присвоило компании рейтинговую оценку ruAA+ со стабильным прогнозом, в 2019 году рейтинг был повышен до ruAAА и ежегодно подтверждается (2020—2024).
Рейтинговое агентство АКРА присвоило в 2023 году ПАО «СИБУР Холдинг» рейтинговую оценку АAA(RU) со стабильным прогнозом и подтвердило её в 2024.
В 2024 году Национальным Рейтинговым Агентством ПАО «СИБУР Холдинг» присвоен рейтинг AAA.esg без прогноза.

## Социальная ответственность
В 2016 году в Сибуре стартовала корпоративная благотворительная программа «Формула хороших дел», объединившая социально-значимые инициативы компании. Данная программа была отмечена «Премией HR-бренд 2017» как лучший социальный проект. В программу входят шесть направлений: «Город», «Образование и наука», «Спорт», «Охрана окружающей среды», «Культура» и «Волонтёрство», а также программа корпоративного волонтёрства.
В 2016—2020 годах победителями грантового конкурса стали 656 проектов в семнадцати городах. На средства грантов проводятся ремонт и реконструкция объектов социальной сферы, благоустройство парков и других общественных пространств, организуются спортивные и культурно-массовые мероприятия, оборудуются школьные лаборатории, проводятся иные мероприятия, направленные на улучшение качества жизни в регионах деятельности компании. Также было проведено более 130 межрегиональных проектов.
По сообщениям компании за 2021—2023 годы Сибур инвестировал в развитие спортивных клубов «Рубин» Казань, ватерпольного казанского «Синтеза», футбольного и хоккейного «Нефтехимик» из Нижнекамска более 14,6 млрд рублей.
В 2021 году в Тобольске был открыт аэропорт Ремезов, построенный как совместный проект Сибура и регионального правительства, при финансовых инвестициях холдинга в размере 19 млрд рублей.

## ESG-стратегия
С 2019 года в Сибуре действует стратегия в области устойчивого развития. В рамках стратегии планируется к 2025 году обеспечить углеродную нейтральность как минимум одного предприятия холдинга. В 2021 году Сибур начал реализацию проекта, направленного на утилизацию образующегося на Сибур-Нефтехиме углекислого газа мощностью порядка 25 тыс. тонн 100 % CO2 в год
Также к 2025 году планируется обеспечить переработку не менее 100 тыс. тонн полимерных отходов ежегодно. Для обеспечения выполнения этой цели в 2022 году планируется запуск производства «зеленой» ПЭТ-гранулы с содержанием вторсырья на заводе «Полиэф» в Благовещенске.
Ещё одной целью компании является увеличение объёма «зелёной» энергии в энергобалансе компании в 5 раз по сравнению с 2020 годом. В Башкирии на своей производственной площадке Сибур начал строительство солнечной электростанции мощностью около 4,9 МВт.
В августе 2024 года Национальное Рейтинговое Агентство присвоило СИБУРу наивысший рейтинг на уровне AAA.esg «за максимальный уровень интеграции повестки устойчивого развития в свою деятельность и максимальный уровень качества соблюдения соответствующих практик».

## Цифровизация
В конце 2017 года в Сибуре было объявлено о начале цифровой трансформации, которая позволит повысить эффективность деятельности, модернизируя свои организационные, производственные и бизнес-процессы, используя современные достижения четвёртой промышленной революции. Уровень технологического оснащения предприятий Сибура является одним из самых высоких в России. По данным на 2018 год уровень базовой автоматизации приближается к 90 %, что позволяет значительно снижать себестоимость производства. Также компания активно занимается развитием продвинутой автоматизации — внедрением систем класса APC.

## Собственники
Основным владельцем компании является Леонид Михельсон. Структура акционеров компании после объединения с ТАИФом выглядит следующим образом:
- Леонид Михельсон — 30,6 %[61],
- Бывшие владельцы ТАИФа — 15 %,
- Геннадий Тимченко — 17 %[61],
- Действующий и бывший менеджмент Сибура — 12,32 %,
- СОГАЗ — 10,62 %,
- Sinopec — 8,5 %,
- Фонд Шёлкового пути — 8,5 %.

Пакетами акций компании в разное время владели Кирилл Шамалов, Александр Дюков, в составе акционеров «Согаз» — Юрий Ковальчук и племянник Владимира Путина Михаил Шеломов.

## Руководство
Председатель совета директоров компании — Леонид Михельсон.
Руководители компании:
- 1995—1998 — Владимир Астахов;
- 1999—2002 — Яков Голдовский;
- 2002—2003 — Дмитрий Мазепин;
- 2003—2006 — Александр Дюков;
- 2006—2016 — Дмитрий Конов[63].

С 2016 года введена должность председателя правления, на которую назначен Дмитрий Конов; с 2018 года в дополнение восстановлена должность генерального директора, на которую был назначен Михаил Карисалов.
В декабре 2020 года издание «Важные истории» на основании взломанной хакерами электронной почты Шамалова сообщило о том, что бывший топ-менеджер, акционер Сибура и бывший муж предполагаемой дочери российского президента В. В. Путина Катерины Тихоновой Кирилл Шамалов в июне 2013 году через белизский офшор Kylsyth Investments Ltd приобрёл 3,8 % акций компании за сто долларов (при реальной стоимости актива в 380 млн долл.). Занимавший тогда должность председателя правления «Сибура» Дмитрий Конов объяснил подобную продажу тем, что бизнесмен взял на себя долги юрлица, которому принадлежали акции, и отказался от денежной компенсации.
В декабре 2021 года стало известно, что заместитель председателя Кирилл Шамалов покинул совет директоров, в связи с объединением «Сибура» с группой ТАИФ. На тот момент в состав совета директоров входил Антон Устинов (председатель правления СОГАЗа), Альберт Шигабутдинов (УК ТАИФ) и в качестве независимого директора выступал бывший премьер Франции Франсуа Фийон.
В конце мая 2021 года скончался во время командировки член совета директоров Владимир Разумов. Стало известно, что во время его плановой командировки на предприятии «Воронежсинтезкаучук», ему неожиданно стало плохо.
В марте 2022 года Евросоюз и Великобритания внесли Дмитрия Конова в список лиц, на которых распространяются персональные санкции. В целях повышения устойчивости бизнеса СИБУРа топ-менеджер покинул должность председателя правления компании и вышел из состава всех управляющих компанией органов. Полномочия правления после были переданы совету директоров «Сибур Холдинга» и правлению ООО «Сибур».

## Критика
В марте 2024 года издание «The Insider» отмечало что крупнейшие владельцы «Сибура» входят в окружение президента Владимира Путина, являясь держателями личных активов Путина. При этом холдинг не попал под санкции и с марта 2022-го по август 2023 года, через свою европейскую «дочку» «SIBUR International GmbH» экспортировал продукции на 3 млрд евро. При этом, по данным издания, на 2024 год холдинг являлся подрядчиком оборонных предприятий и поставлял продукцию Каменскому комбинату и Пермскому пороховому заводу, которые производят твёрдое ракетное топливо, заряды, ракетные двигатели и стартово-разгонные системы крылатых ракет РСЗО «Град», «Смерч» и «Ураган».
В июне 2024 года активы австрийского бизнеса компании были заморожены. В октябре 2024 года австрийский суд постановил разблокировать активы компании, так как информация The Insider, на которой было основано решение о заморозке, была признана недостоверной и необоснованной.